# Doc Rivers
Pour les articles homonymes, voir Doc et Rivers.
Ne doit pas être confondu avec Dick Rivers.
Doc Rivers, de son vrai nom Glenn Rivers, né le 13 octobre 1961 à Chicago, dans l'Illinois, est un joueur puis entraîneur américain de basket-ball.
En tant que joueur, il a évolué au poste de meneur de jeu, considéré comme un grand défenseur.

## Biographie

### Carrière de joueur de basket-ball

#### Hawks d'Atlanta (1983-1991)
Après avoir représenté les États-Unis aux championnats du monde 1982, tournoi dans lequel il est élu meilleur joueur du tournoi, Doc Rivers est recruté au deuxième tour de la Draft 1983 de la NBA par les Hawks d'Atlanta au 31e rang au total. Il passe sept saisons dans l'effectif de l'équipe d'Atlanta avec la star Dominique Wilkins, participant aux succès de l'équipe en saison régulière. Lors de la saison NBA 1986-1987, Rivers atteint une moyenne de double-double avec 12,4 points et 10 passes décisives par match. Avec 823 passes décisives lors de cette saison, il établit le record des Hawks en une saison. Le 4 février 1988, Rivers établit son record de points en carrière avec 37 unités lors d'un match contre Seattle. Il partage également le record de passes décisives dans une mi-temps d'une rencontre de playoffs avec 15 passes contre Boston le 16 mai 1988. Lors de la saison 1990-1991, il inscrit un record en carrière de 15,2 points en moyenne par rencontre. Cette saison est sa dernière sous le maillot des Hawks, Doc Rivers quitte la franchise en 1991 en étant le meilleur passeur de l'histoire de la franchise avec 3 866 passes décisives.

#### Clippers de Los Angeles (1991-1992)
Rivers est alors transféré aux Clippers de Los Angeles où il passe une saison.

#### Knicks de New York (1992-1994)
Doc Rivers rejoint les Knicks de New York où il souhaite remporter un titre de champion NBA. Lors de la saison NBA 1992-1993, sa première à New York, il dispute 77 rencontres pour la franchise. L'équipe new-yorkaise termine avec le meilleur bilan de la conférence Est. Mais Rivers et les Knicks sont dominés en finale de conférence par les Bulls de Chicago, futurs champions NBA.
La deuxième saison à New York de Doc Rivers est marquée par une blessure qui lui fait rater les playoffs de la saison. Les Knicks de New York atteignent les finales NBA en l'absence du meneur de jeu numéro 25 et s'inclinent en sept manches contre Houston.
En décembre 1994, les Knicks de New York transfèrent Rivers aux Spurs de San Antonio, qui ont alors le meilleur bilan du championnat.

#### Spurs de San Antonio (1994-1996)
Doc Rivers finit sa carrière comme joueur remplaçant des Spurs de San Antonio.

### Carrière d'entraîneur de basket-ball

#### Magic d'Orlando (1999-2004)
Le bilan de la franchise au terme de la saison régulière est de 41 victoires pour autant de défaites, échouant à se qualifier en playoffs pour une victoire. La première saison de Rivers en NBA est marqué par les transactions de 37 joueurs autour de la franchise d'Orlando, et notamment quatre des cinq titulaires de la saison précédente. Glenn « Doc » Rivers est nommé entraîneur de l'année à l'issue de la saison 1999-2000 devant l'entraîneur des Lakers de Los Angeles Phil Jackson. Il est le cinquième entraîneur à recevoir la récompense lors de sa première année en NBA.
Doc Rivers réussit à qualifier le Magic d'Orlando pour les séries éliminatoires lors des trois saisons suivantes. Il est licencié en 2003 après un mauvais début de saison.

#### Celtics de Boston (2004-2013)
Après avoir été commentateur sur ABC, pendant un an, il a été embauché par les Celtics de Boston comme entraîneur principal en 2004, devenant la 16e personne à occuper le poste dans l'histoire de la franchise. Au cours de ses premières années avec les Celtics, il a été critiqué par de nombreux médias pour son style de jeu.
À la suite d'une victoire 109-93 des Celtics contre les Knicks de New York le 21 janvier 2008, Rivers a été sélectionné en tant qu'entraîneur de la conférence Est pour le NBA All-Star Game 2008 à La Nouvelle-Orléans. Le 17 juin 2008, Rivers a remporté son premier titre de champion NBA en tant qu’entraîneur principal, après avoir battu les Lakers de Los Angeles en six matchs.
Rivers a de nouveau mené les Celtics en Finales NBA 2010 où ils ont de nouveau affronté les Lakers de Los Angeles, mais ont perdu la série en sept matchs.
Le 13 mai 2011, après des mois de rumeurs sur sa retraite, ESPN a signalé que les Celtics et Rivers avaient convenu d’une prolongation de contrat de cinq ans, d’une valeur de 35 millions de dollars.
Le 6 février 2013, Rivers a remporté sa 400e victoire avec les Celtics dans une victoire 99-95 contre les Raptors de Toronto.

#### Clippers de Los Angeles (2013-2020)

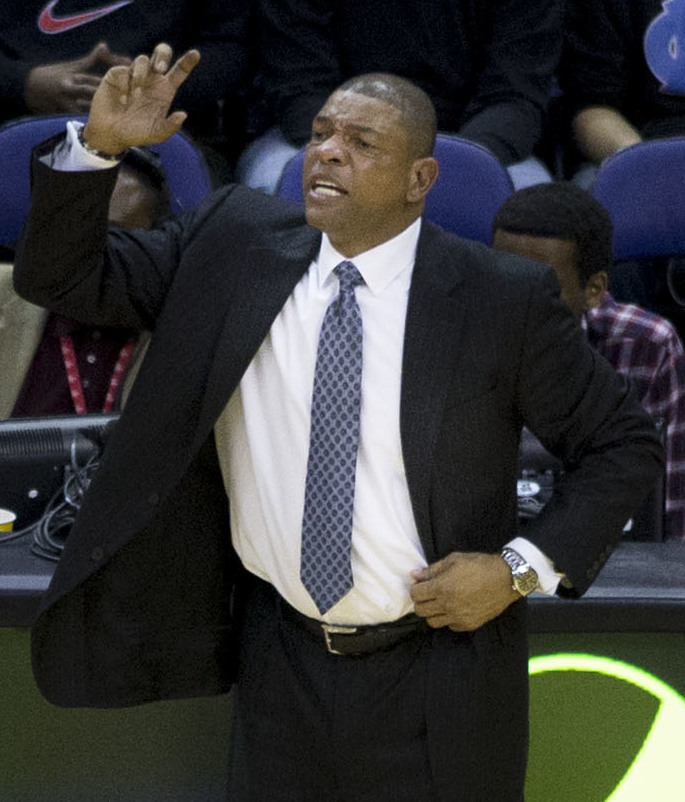
Doc Rivers en 2013.

Le 24 juin 2013, David Stern commissaire de la NBA accepte le départ de Doc Rivers des Celtics de Boston pour les Clippers de Los Angeles où il remplace Vinny Del Negro comme entraîneur. Au cours de sa première saison en tant qu’entraîneur principal, Rivers a mené les Clippers à un bilan de 57 victoires, atteignant la 3e place de la conférence Ouest. La première série éliminatoire des playoffs 2014 contre les Warriors de Golden State a été ternie lorsque TMZ a publié une bande audio contenant des remarques racistes faites par, le propriétaire de l’époque, Donald Sterling. Il y eut une protestation silencieuse en laissant les maillots d'échauffement au centre du terrain et masquant le logo des Clippers des maillots. Rivers lui-même déclara qu’il ne retournerait pas chez les Clippers si Sterling demeurait propriétaire la saison suivante. Adam Silver, commissaire de la NBA, a répondu à la controverse en bannissant Sterling à vie et en l’obligeant à vendre l’équipe. Après que l’équipe a été vendue à Steve Ballmer, PDG de Microsoft, pour 2 milliards de dollars le 12 août 2014, Rivers est resté avec les Clippers.
Le 16 juin 2014, les Clippers ont promu Rivers au poste de président des opérations du basket dans le cadre de ses fonctions continues d’entraîneur en chef. Bien que Dave Wohl ait été embauché comme manager général, Rivers a eu le dernier mot. Le 27 août 2014, il a signé un nouveau contrat de cinq ans avec les Clippers.
Le 16 janvier 2015, Rivers est devenu le premier entraîneur de la NBA à entraîner son propre fils, Austin Rivers, jusqu’au 26 juin 2018, où il a été échangé aux Wizards de Washington pour Marcin Gortat.
Le 4 août 2017, Rivers a renoncé à son poste de président des opérations du basket. Cependant, il a continué de partager la responsabilité avec le vice-président exécutif des opérations du basket, Lawrence Frank. Le 23 mai 2018, Rivers et les Clippers sont convenus de prolonger le contrat.
Le 31 mai 2019, Rivers a fait des commentaires sur Kawhi Leonard lors d’une apparition sur ESPN, déclarant que « Il est celui qui ressemble le plus à Michael Jordan ». Les Clippers ont été condamnés à payer une amende de 50 000 $ en raison des commentaires de Rivers en violation de la règle antitampering de la ligue.
Le 8 novembre 2019, Rivers a remporté sa 900e victoire en tant qu’entraîneur principal, après que les Clippers ont gagné contre les Trail Blazers de Portland.
Le 15 septembre 2020, à la suite d'une défaite 104-89 face aux Nuggets de Denver, lors du match 7 de la demi-finale de conférence, il devient le premier entraîneur de l'histoire de la NBA à perdre trois séries de playoffs alors qu'il menait la série 3-1.
Le 28 septembre 2020, Doc Rivers et les Clippers se séparent d'une décision mutuelle, à la suite de l'élimination en playoffs, face aux Nuggets. Son bilan avec la franchise californienne est de 356 victoires pour 208 défaites. Cependant, il n'a jamais réussi à atteindre les finales de conférence durant son exercice.

#### 76ers de Philadelphie (2020-2023)
Le 1er octobre 2020, il est engagé pour une durée de 5 ans par les 76ers de Philadelphie. Il est renvoyé le 16 mai 2023, après l'élimination des 76ers en demi-finale de conférence.

#### Bucks de Milwaukee (depuis 2024)
En janvier 2024, Rivers est recruté au poste d'entraîneur par les Bucks de Milwaukee. Il participe à sa première rencontre le 29 janvier,.

## Palmarès

### Joueur
- Participation au NBA All-Star Game 1988.
- Médaillé d'argent au championnat du monde 1982 et MVP du tournoi.
- Vainqueur du J. Walter Kennedy Citizenship Award en 1990.

### Entraîneur
- Entraîneur de l'année en 2000 avec le Magic d'Orlando.
- Champion NBA en 2008 avec les Celtics de Boston.
- 4 fois entraîneur du NBA All-Star Game en 2008, 2011 et 2021 et 2024.
- Vainqueur de la NBA Cup 2024 avec les Bucks de Milwaukee.

## Statistiques

### Joueur

#### Saison régulière
| Saison        | Équipe        | Matchs | Titul. | Min./m | % Tir | % 3pts | % LF | Rbds/m. | Pass/m. | Int/m. | Ctr/m. | Pts/m. |
| ------------- | ------------- | ------ | ------ | ------ | ----- | ------ | ---- | ------- | ------- | ------ | ------ | ------ |
| 1983-1984     | Atlanta       | 81     | 47     | 23.9   | .462  | .167   | .785 | 2.7     | 3.9     | 1.6    | .4     | 9.3    |
| 1984-1985     | Atlanta       | 69     | 58     | 30.8   | .476  | .417   | .770 | 3.1     | 5.9     | 2.4    | .8     | 14.1   |
| 1985-1986     | Atlanta       | 53     | 50     | 29.6   | .474  | .000   | .608 | 3.1     | 8.4     | 2.3    | .2     | 11.5   |
| 1986-1987     | Atlanta       | 82     | 82     | 31.6   | .451  | .190   | .828 | 3.6     | 10.0    | 2.1    | .4     | 12.8   |
| 1987-1988     | Atlanta       | 80     | 80     | 31.3   | .453  | .273   | .758 | 4.6     | 9.3     | 1.8    | .5     | 14.2   |
| 1988-1989     | Atlanta       | 76     | 76     | 32.4   | .455  | .347   | .861 | 3.8     | 6.9     | 2.4    | .5     | 13.6   |
| 1989-1990     | Atlanta       | 48     | 44     | 31.8   | .454  | .364   | .812 | 4.2     | 5.5     | 2.4    | .5     | 12.5   |
| 1990-1991     | Atlanta       | 79     | 79     | 32.7   | .435  | .336   | .844 | 3.2     | 4.3     | 1.9    | .6     | 15.2   |
| 1991-1992     | L.A. Clippers | 59     | 25     | 28.1   | .424  | .283   | .832 | 2.5     | 3.9     | 1.9    | .3     | 10.9   |
| 1992-1993     | New York      | 77     | 45     | 24.5   | .437  | .317   | .821 | 2.5     | 5.3     | 1.6    | .1     | 7.8    |
| 1993-1994     | New York      | 19     | 19     | 26.3   | .433  | .365   | .636 | 2.1     | 5.3     | 1.3    | .3     | 7.5    |
| 1994-1995     | New York      | 3      | 0      | 15.7   | .308  | .600   | .727 | 3.0     | 2.7     | 1.3    | .0     | 6.3    |
| 1994-1995     | San Antonio   | 60     | 0      | 15.7   | .360  | .344   | .732 | 1.7     | 2.6     | 1.0    | .4     | 5.0    |
| 1995-1996     | San Antonio   | 78     | 0      | 15.8   | .372  | .343   | .750 | 1.8     | 1.6     | .9     | .3     | 4.0    |
| Carrière      | Carrière      | 864    | 605    | 27.3   | .444  | .328   | .784 | 3.0     | 5.7     | 1.8    | .4     | 10.9   |
| All-Star Game | All-Star Game | 1      | 0      | 16.0   | .500  | –      | .455 | 3.0     | 6.0     | –      | –      | 9.0    |

#### Playoffs
| Saison   | Équipe        | Matchs | Titul. | Min./m | % Tir | % 3pts | % LF | Rbds/m. | Pass/m. | Int/m. | Ctr/m. | Pts/m. |
| -------- | ------------- | ------ | ------ | ------ | ----- | ------ | ---- | ------- | ------- | ------ | ------ | ------ |
| 1984     | Atlanta       | 5      | –      | 26.0   | .500  | .000   | .878 | 2.0     | 3.2     | 2.4    | .8     | 13.6   |
| 1986     | Atlanta       | 9      | 9      | 29.1   | .435  | .500   | .738 | 4.7     | 8.7     | 2.0    | .0     | 12.7   |
| 1987     | Atlanta       | 8      | 8      | 30.6   | .383  | –      | .500 | 3.4     | 11.3    | 1.1    | .4     | 7.8    |
| 1988     | Atlanta       | 12     | 12     | 34.1   | .511  | .318   | .907 | 4.9     | 9.6     | 2.1    | .2     | 15.7   |
| 1989     | Atlanta       | 5      | 5      | 38.2   | .386  | .316   | .708 | 4.8     | 6.8     | 1.4    | .4     | 13.4   |
| 1991     | Atlanta       | 5      | 5      | 34.6   | .469  | .091   | .895 | 4.0     | 3.0     | 1.0    | .4     | 15.6   |
| 1992     | L.A. Clippers | 5      | 4      | 37.4   | .446  | .500   | .815 | 3.8     | 4.2     | 1.2    | .0     | 15.2   |
| 1993     | New York      | 15     | 15     | 30.5   | .453  | .355   | .767 | 2.6     | 5.7     | 1.9    | .1     | 10.2   |
| 1995     | San Antonio   | 15     | 0      | 21.2   | .389  | .370   | .839 | 1.9     | 1.6     | .9     | .6     | 7.8    |
| 1996     | San Antonio   | 2      | 0      | 10.0   | .333  | .500   | –    | .5      | .0      | .0     | .0     | 1.5    |
| Carrière | Carrière      | 81     | 58     | 29.5   | .446  | .338   | .767 | 3.3     | 5.9     | 1.5    | .3     | 11.4   |

### Entraîneur
| Entraîneur de l'année | Champion NBA | Participation en playoffs |

| Équipe        | Année     | Saison régulière | Saison régulière | Saison régulière | Saison régulière | Saison régulière           | Playoffs | Playoffs  | Playoffs | Playoffs | Playoffs                                                               |
| Équipe        | Année     | Matchs           | Victoires        | Défaites         | %                | Classement                 | Matchs   | Victoires | Défaites | %        | Résultat                                                               |
| ------------- | --------- | ---------------- | ---------------- | ---------------- | ---------------- | -------------------------- | -------- | --------- | -------- | -------- | ---------------------------------------------------------------------- |
| Orlando       | 1999-2000 | 82               | 41               | 41               | 50,0             | 4e en division Atlantique  | -        | -         | -        | -        | Pas de playoffs                                                        |
| Orlando       | 2000-2001 | 82               | 43               | 39               | 52,4             | 4e en division Atlantique  | 4        | 1         | 3        | 25,0     | Défaite contre les Bucks de Milwaukee au premier tour                  |
| Orlando       | 2001-2002 | 82               | 44               | 38               | 53,7             | 3e en division Atlantique  | 4        | 1         | 3        | 25,0     | Défaite contre les Bobcats de Charlotte au premier tour                |
| Orlando       | 2002-2003 | 82               | 42               | 40               | 51,2             | 4e en division Atlantique  | 7        | 3         | 4        | 42,9     | Défaite contre les Pistons de Détroit au premier tour                  |
| Orlando       | 2003-2004 | 11               | 1                | 10               | 9,1              | Limogé                     | -        | -         | -        | -        | -                                                                      |
| Boston        | 2004-2005 | 82               | 45               | 37               | 54,9             | 1er en division Atlantique | 7        | 3         | 4        | 42,9     | Défaite contre les Pacers de l'Indiana au premier tour                 |
| Boston        | 2005-2006 | 82               | 33               | 49               | 40,2             | 3e en division Atlantique  | -        | -         | -        | -        | Pas de playoffs                                                        |
| Boston        | 2006-2007 | 82               | 24               | 58               | 29,3             | 5e en division Atlantique  | -        | -         | -        | -        | Pas de playoffs                                                        |
| Boston        | 2007-2008 | 82               | 66               | 16               | 80,5             | 1er en division Atlantique | 26       | 16        | 10       | 61,5     | Champion NBA                                                           |
| Boston        | 2008-2009 | 82               | 62               | 20               | 75,6             | 1er en division Atlantique | 14       | 7         | 7        | 50,0     | Défaite contre le Magic d'Orlando en demi-finale de conférence         |
| Boston        | 2009-2010 | 82               | 50               | 32               | 61,0             | 1er en division Atlantique | 24       | 15        | 9        | 62,5     | Défaite contre les Lakers de Los Angeles en finale NBA                 |
| Boston        | 2010-2011 | 82               | 56               | 26               | 68,3             | 1er en division Atlantique | 9        | 5         | 4        | 55,6     | Défaite contre le Heat de Miami en demi-finale de conférence           |
| Boston        | 2011-2012 | 66               | 39               | 27               | 59,1             | 1er en division Atlantique | 20       | 11        | 9        | 55,0     | Défaite contre le Heat de Miami en finale de conférence                |
| Boston        | 2012-2013 | 81               | 41               | 40               | 50,6             | 3e en division Atlantique  | 6        | 2         | 4        | 33,3     | Défaite contre les Knicks de New York au premier tour                  |
| L.A. Clippers | 2013-2014 | 82               | 57               | 25               | 69,5             | 1er en division Pacifique  | 13       | 6         | 7        | 46,2     | Défaite contre le Thunder d'Oklahoma City en demi-finale de conférence |
| L.A. Clippers | 2014-2015 | 82               | 56               | 26               | 68,3             | 2e en division Pacifique   | 14       | 7         | 7        | 50,0     | Défaite contre les Rockets de Houston en demi-finale de conférence     |
| L.A. Clippers | 2015-2016 | 82               | 53               | 29               | 64,6             | 2e en division Pacifique   | 6        | 2         | 4        | 33,3     | Défaite contre les Trail Blazers de Portland au premier tour           |
| L.A. Clippers | 2016-2017 | 82               | 51               | 31               | 62,2             | 2e en division Pacifique   | 7        | 3         | 4        | 42,9     | Défaite contre le Jazz de l'Utah au premier tour                       |
| L.A. Clippers | 2017-2018 | 82               | 42               | 40               | 51,2             | 2e en division Pacifique   | -        | -         | -        | -        | Pas de playoffs                                                        |
| L.A. Clippers | 2018-2019 | 82               | 48               | 34               | 58,5             | 2e en division Pacifique   | 6        | 2         | 4        | 33,3     | Défaite contre les Warriors de Golden State au premier tour            |
| L.A. Clippers | 2019-2020 | 72               | 49               | 23               | 68,1             | 2e en division Pacifique   | 13       | 7         | 6        | 53,8     | Défaite contre les Nuggets de Denver en demi-finale de conférence      |
| Philadelphie  | 2020-2021 | 72               | 49               | 23               | 68,1             | 1er en division Atlantique | 12       | 7         | 5        | 58,3     | Défaite contre les Hawks d'Atlanta en demi-finale de conférence        |
| Philadelphie  | 2021-2022 | 82               | 51               | 31               | 62,2             | 2e en division Atlantique  | 12       | 6         | 6        | 50,0     | Défaite contre le Heat de Miami en demi-finale de conférence           |
| Philadelphie  | 2022-2023 | 82               | 54               | 28               | 65,9             | 2e en division Atlantique  | 11       | 7         | 4        | 63,6     | Défaite contre les Celtics de Boston en demi-finale de conférence      |
| Milwaukee     | 2023-2024 | 36               | 17               | 19               | 47,2             | 1er en division Centrale   | 6        | 4         | 2        | 33,3     | Défaite contre les Pacers d'Indiana au premier tour                    |
| Milwaukee     | 2024-2025 | -                | -                | -                | -                | -                          | -        | -         | -        | -        | -                                                                      |
| Total         | Total     | 1 896            | 1 114            | 782              | 58,8             |                            | 204      | 104       | 100      | 51,0     | 1 titre NBA                                                            |